# Anstrudis von Champagne
Anstrudis die Jüngere oder auch Anstrude, Anstrudis oder Adaltrud, war die Gattin des Arnulfinger Drogo, des Herzogs der Champagne und Sohn Pippins des Mittleren.

## Herkunft
Über ihre Herkunft besteht Unklarheit. Die historischen Quellen bezeichnen sie einerseits als Tochter von Ansfled, der Gattin des fränkischen Hausmeiers Waratto, die in erster Ehe mit Berchar, Warattos Nachfolger als Hausmeier in Neustrien, verheiratet war und Drogo nach der Ermordung ihres Gatten in zweiter Ehe heiratete.
In einer Urkunde wird sie aber auch als Tochters Berchars bezeichnet. Zur Unterscheidung wird sie bei dieser Theorie als die Jüngere bezeichnet, im Gegenzug ihre Mutter als die Ältere.
Einige Historiker schlagen vor, dass Anstrudis aber auch aus einer zweiten Ehe der Ansfled stammen könne und ihr Vater denselben Namen wie ihr erster Gatte -Berchar- gehabt haben könne.
Aus der Ehe mit Drogo, die 688 geschlossen wurde, hatte sie vier Kinder:
- Hugo, Bischof von Rouen
- Arnulf, Herzog (dux)
- Pippin, geistlich, vermutlich Mönch
- Godefrid, geistlich, vermutlich Mönch